# Paul McKenna

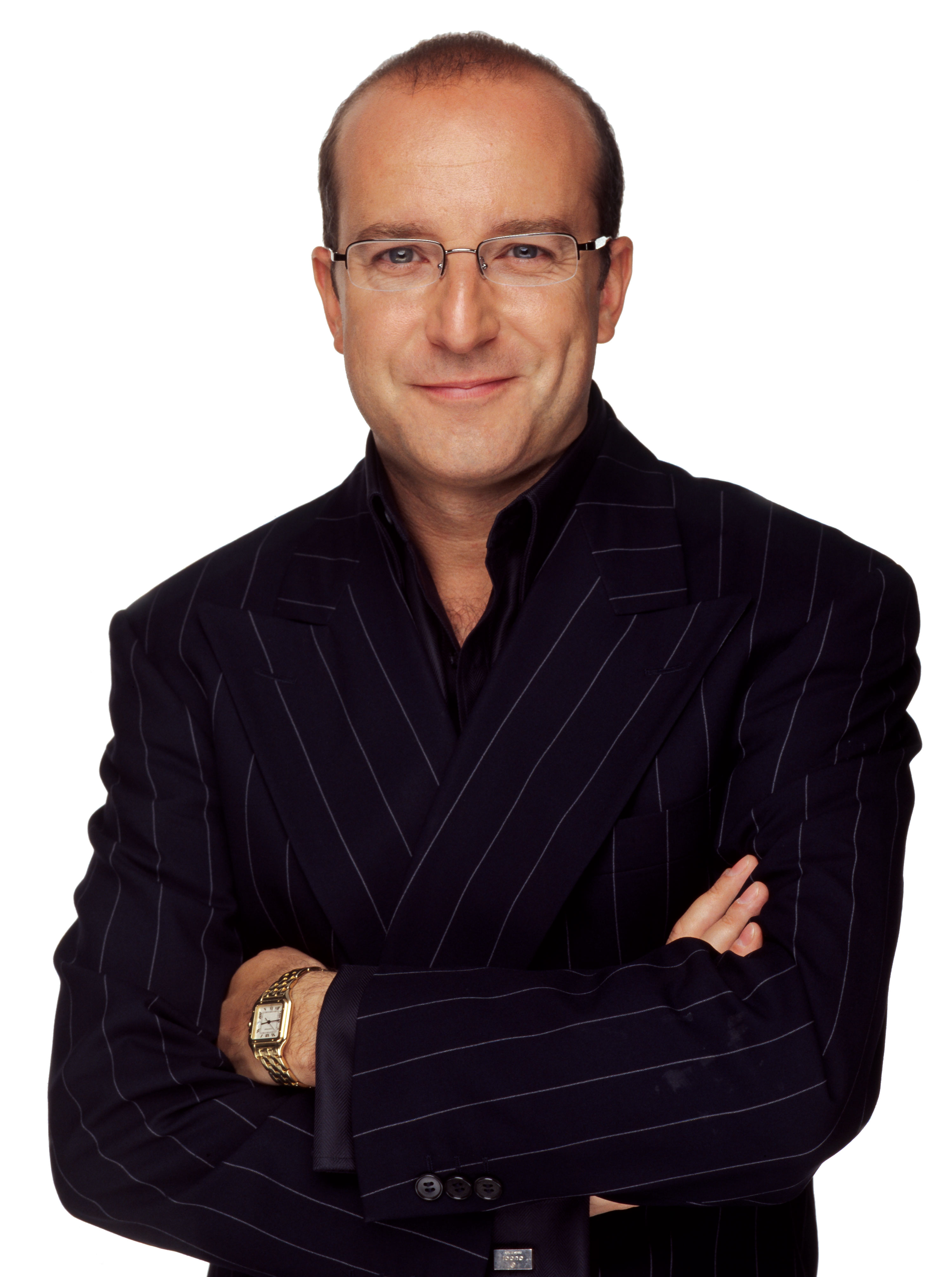
Paul McKenna

Paul McKenna (* 8. November 1963 in Enfield, Middlesex, England) ist ein englischer Hypnotiseur und Autor. Zudem tritt er häufig im britischen Fernsehen auf.
Seit Mitte der 2000er Jahre beschäftigt McKenna sich vorwiegend damit, „Selbsthilfe“-Produkte, hauptsächlich Bücher und TV-Formate, zu entwickeln. Dabei verwendet er Techniken der Hypnose und des Neuro-Linguistischen Programmierens (NLP).

## Karriere
Angefangen hat Paul McKenna als DJ von verschiedenen englischen Radiosendern. Mitte der 80er Jahre hörte man ihn erstmals im Radiosender „Chiltern Radio“, wo er schnell durch seinen Humor und seine originelle Persönlichkeit bekannt wurde. Danach wechselte er zu dem Londoner Radiosender „Capital Radio“.
Während eines Radiointerviews mit einem Hypnotiseur, entfachte in Paul McKenna das Interesse an Hypnose, was er kurz darauf zu studieren begann. Obwohl er hauptsächlich noch als DJ arbeitete, begann er nebenher damit, kleine Hypnoseshows aufzuführen. Anfangs führte er diese Shows nur im Kreise seiner Freunde auf, später auch in Clubs und Bars. Mit diesen Aufführungen warb er schließlich auch im Radio, wodurch er nach kurzer Zeit auch in großen Theatern in England, Irland und USA auftrat. Sein hauptsächliches Ziel dabei war es die Zuschauer zu unterhalten, dennoch begannen immer mehr Leute ihn für hypnotherapeutische Einzelsitzungen zu buchen.
Anfang 1990 verließ er Capital Radio und wechselte zu dem Radiosender BBC Radio One. Bald kündigte er aber auch dort, um sich nun ausschließlich auf seine Karriere als Hypnotiseur zu konzentrieren. 1993 veröffentlichte der Fernsehsender ITV Paul McKennas erste TV-Serie mit dem Namen The Hypnotic World of Paul McKenna. In dieser Unterhaltungsshow hypnotisierte Paul McKenna freiwillige Zuschauer aus seiner Sendung. Später wurde die Show auf dem englischen Fernsehkanal Bravo wiederholt.
Während dieser Zeit erweiterte Paul seine Kenntnisse über Hypnose, wobei er auch Kenntnisse über das Neuro-Linguistische Programmieren (NLP) erwarb.